# Selenosira unica
Selenosira unica är en svampart som beskrevs av Petr. 1957. Selenosira unica ingår i släktet Selenosira, divisionen sporsäcksvampar och riket svampar.   Inga underarter finns listade i Catalogue of Life.